# Hatzumer Sand
Hatzumer Sand ist eine Flussinsel in der Ems im Landkreis Leer (Ostfriesland). Die Insel ist 830 Meter lang und an der breitesten Stelle 380 Meter breit. Der Hatzumer Sand ist Teil des Naturschutzgebietes Emsauen zwischen Ledamündung und Oldersum und unbewohnt. Er ist ungenutzt (keine landwirtschaftliche oder sonstige Nutzung durch Menschen) und ist nahezu vollständig mit Röhricht bewachsen. Die Insel ist im östlichen Teil durch mehrere tiefe Priele zerschnitten.
Verwaltungsmäßig gehört das Gebiet zur rechtsemsischen Gemeinde Moormerland, benannt ist die flache Insel jedoch nach dem Ort Hatzum in der auf dem gegenüberliegenden Ufer der Ems befindlichen Gemeinde Jemgum.